# 1029
Початок Високого Середньовіччя •  Епоха вікінгів •  Золота доба ісламу •  Реконкіста •  Київська Русь

## Геополітична ситуація
Візантію очолює Роман III Аргир. Конрад II є імператором Священної Римської імперії.
Королем Західного Франкського королівства є, принаймні формально, Роберт II Побожний.
Апеннінський півострів розділений між численними державами: північ належить Священній Римській імперії, середню частину займає Папська область, на південь від Римської області лежать невеликі незалежні герцогства, півдненна частина півострова належать Візантії. Південь Піренейського півострова займає Кордовський халіфат, охоплений міжусобицею. Північну частину півострова займають християнські Леонське королівство (Астурія, Галісія), Наварра (Арагон, Кастилія), де править Санчо III Великий, та Барселона. Канут Великий є королем Англії й Данії.
У Київській Русі княжить Ярослав Мудрий. У Польщі править Мешко II В'ялий. У Хорватії триває правління Крешиміра III. Угорське королівство очолює Стефан I.
Аббасидський халіфат очолює аль-Кадір, в Єгипті владу утримують Фатіміди, в Середній Азії — Караханіди, у Хорасані — Газневіди, які захопили частину Індії. У Китаї продовжується правління династії Сун. Значними державами Індії є Пала, Пратіхара, Чола. В Японії триває період Хей'ан.

## Події
- Ярослав Мудрий здійснив похід на Кавказ проти ясів.
- Богемський князь Бретислав захопив у Польщі Моравію. Імператор Конрад II відібрав у Польщі частину Лужиці.
- Неаполітанський дука Сергій IV прогнав з Неаполя Пандульфа IV з допомогою нормандського найманця Райнульфа Дренго, за що віддав йому Аверсу, де Дренго почав збирати інших нормандців.
- Правителем Кастилії став Фердинанд I, хоча фактично правив його батько Санчо III Великий.

## Народились
- Абу Тамім Маад аль Мустансир (араб. المستنصر) — ісмаїлітський халіф з династії Фатімідів